# Kennerdell
Kennerdell es un lugar designado por el censo ubicado en el condado de Venango en el estado estadounidense de Pensilvania. En el Censo de 2010 tenía una población de 247 habitantes y una densidad poblacional de 68,52 personas por km².

## Geografía
Kennerdell se encuentra ubicado en las coordenadas 41°16′43″N 79°49′19″O / 41.27861, -79.82194. Según la Oficina del Censo de los Estados Unidos, Kennerdell tiene una superficie total de 5.8 km², de la cual 5.8 km² corresponden a tierra firme y (0%) 0 km² es agua.

## Demografía
Según el censo de 2010, había 247 personas residiendo en Kennerdell. La densidad de población era de 68,52 hab./km². De los 247 habitantes, Kennerdell estaba compuesto por el 97.98% blancos, el 0% eran afroamericanos, el 0% eran amerindios, el 0.81% eran asiáticos, el 0% eran isleños del Pacífico, el 0% eran de otras razas y el 1.21% pertenecían a dos o más razas. Del total de la población el 0% eran hispanos o latinos de cualquier raza.